# Gaucho Internet Mailer
Gaucho（がうちょ）は、NakedSoftが開発した電子メールクライアント。